# Premio Ruth Lyttle Satter de Matemáticas
El Premio Lyttle Satter de Matemática, conocido como el Premio Satter es un galardón estadounidense. Entregado por la Sociedad Matemática Americana y concedido a una mujer cada dos años como reconocimiento a una contribución excepcional en la investigación matemática producido durante los seis años anteriores, con una retribución de 5.000 dólares estadounidenses.
El premio lleva el nombre de la matemática, física y botánica estadounidense Ruth Lyttle Satter (1923 - 1989). Tras su fallecimiento se estableció en su memoria el Premio Satter de Matemática con los fondos donados por su hermana Joan Birman, que quiso honrar su compromiso en la investigación y para animar a otras mujeres en ciencia, siendo otorgado el primero en 1991.
Satter fue una defensora de la igualdad de oportunidades para las mujeres en las ciencias.

## Galardonadas
El Premio Satter se otorga cada dos años. Las galardonadas y las razones por las que se les ha concedido este premio desde su creación en 1991 son:
- 1991, Dusa McDuff por su trabajo excepcional durante los pasados cinco años en geometría simpléctica.
- 1993, Lai-Sang Young por su papel fundamental en la investigación de las propiedades estadísticas (o ergódicas) de los sistemas dinámicos.
- 1995, Sol-Yung Alice Chang por sus extensas contribuciones al estudio de las ecuaciones en derivadas parciales en variedades de Riemann y, en concreto, por su trabajo sobre los problemas extremos en geometría espectral y la compacidad de las métricas isoespectrales dentro de una clase conforme fija en una 3-variedad compacta.
- 1997, Ingrid Daubechies por su bello y profundo análisis de las ondículas y sus aplicaciones.
- 1999, Bernadette Perrin-Riou por su investigación en teoría de números sobre las funciones L p-ádicas y la teoría de Iwasawa.
- 2001, Karen Smith por su excepcional trabajo en álgebra conmutativa, y a Sijue Wu por su trabajo en un problema duradero en la ecuación de onda del agua.
- 2003, Abigail Thompson por su excepcional trabajo en topología tridimensional.
- 2005, Svetlana Jitomirskaya por su trabajo pionero en la localización cuasiperiódica no perturbativa, concretamente en los resultados de sus artículos (1) Metal-insulator transition for the almost Mathieu operator, Annals of Mathematics (2) 150 (1999), no. 3, 1159–1175, y (2) con J. Bourgain, Absolutely continuous spectrum for 1D quasiperiodic operators, Inventiones Mathematicae 148 (2002), no. 3, 453–463.
- 2007, Claire Voisin por sus extensas contribuciones a la geometría algebraica, y en particular por sus recientes soluciones a dos antiguos problemas abiertos: el relacionado con la teoría de Kodaira (On the homotopy types of compact Kähler and complex projective manifolds, Inventiones Mathematicae, 157 (2004), no. 2, 329–343) y el de la conjetura de Green (Green's canonical syzygy conjecture for generic curves of odd genus, Compositio Mathematica, 141 (2005), no. 5, 1163–1190; y Green's generic syzygy conjecture for curves of even genus lying on a K3 surface, Journal of the European Mathematical Society, 4 (2002), no. 4, 363–404).
- 2009, Laure Saint-Raymond por su trabajo fundamental en los límites hidrodinámicos de la ecuación de Boltzmann en la teoría cinética.
- 2011, Amie Wilkinson por sus contribuciones notables al campo de teoría ergódica de los sistemas dinámicos parcialmente hiperbólicos.
- 2013, Maryam Mirzajani por sus extensas contribuciones a la teoría de las superficies de Riemann y sus espacios modulares.
- 2015, Hee Oh por sus contribuciones fundamentales a los campos de la dinámica en espacios homogéneos, subgrupos discretos de grupos de Lie, y las aplicaciones a la teoría de números.
- 2017, Laura DeMarco por sus contribuciones fundamentales en dinámica compleja, en la teoría del potencial, y en el campo emergente de la dinámica aritmética.[7]
- 2019, Maryna Viazovska por su innovador trabajo en geometría discreta y su espectacular solución al problema del empaquetamiento de esferas en dimensión ocho.
- 2021, Kaisa Matomaki[8] por su trabajo (gran parte del mismo junto con Maksym Radziwill) abriendo el campo de las funciones multiplicativas en intervalos cortos de una manera completamente inesperada y muy fructífera.
- 2023, Panagiota Daskalopoulos y Nataša Šešum por su innovador trabajo en el estudio de soluciones antiguas a las ecuaciones de evolución geométrica.
- 2025, Ana Caraiani por sus contribuciones a la geometría aritmética y a la teoría de números: en particular, el programa Langlands.